# KkStB 183
Die kkStB 183 war eine Tenderdampflokomotivreihe der kkStB mit der Bauart B n2t, die von der ÖLEG stammte.
Die ÖLEG bestellte bei der Lokomotivfabrik Floridsdorf für die Strecke Caslau–Zawratetz vier Stück zweifach gekuppelte Tenderlokomotiven, die 1881/1882 geliefert wurden.
Sie bekamen die Nummern 105 bis 108.
Die Maschinen hatten Kastenrahmen und Kegelschlot.
Oberhalb jedes Rades gab es einen Sandkasten.
Sie dürften etwa 100 PS Leistung erbracht haben.
Als die ÖNWB 1889 den Betrieb der Lokalbahn Caslau–Zawratetz übernahm, wurden die Maschinen unter Beibehaltung der Nummern als Reihe L bezeichnet und erhielten Mantelschlote.
1894 ging die Bahn in das Eigentum der kkStB über.
Sie reihte die Lokomotiven als Reihe 183 in ihren Bestand ein.
Die Lokomotiven wurden 1910 und 1912 ausgeschieden.